# The Chronicles of Life and Death (singolo)
The Chronicles of Life and Death è un brano musicale dei Good Charlotte, pubblicato il 3 maggio 2005 terzo singolo estratto dall'album in studio omonimo.

## Video musicale
Il video è stato diretto da Brett Simon.

## Tracce
1. The Chronicles of Life and Death – 3:03